# جرالد فورد
جرالد رادولف فورد جونیور (به انگلیسی: Gerald Rudolph "Jerry" Ford, Jr) (با نام اصلی: لزلی لینچ کینگ جونیور (به انگلیسی: Leslie Lynch King, Jr) (۱۴ ژوئیه ۱۹۱۳ – ۲۶ دسامبر ۲۰۰۶)، معاون ریاست جمهوری در کابینه ریچارد نیکسون و به عنوان سی و هشتمین رئیس‌جمهور ایالات متحده آمریکا از ۱۹۷۴ تا ۱۹۷۷ بود. وی قبل از آن از ۱۹۷۳ تا ۱۹۷۴ چهلمین نایب رئیس‌جمهور این کشور بود، او بعد از استعفای ریچارد نیکسون سه سال به‌جای وی فعالیت کرد. سرانجام جرالد فورد در ۲۶ دسامبر سال ۲۰۰۶ میلادی در ۹۳ سالگی درگذشت. اگر افرادی که در خلال دوره ریاست جمهوری فوت کرده‌اند را در نظر نگیریم، جرالد فورد با تنها ۸۹۵ روز ریاست جمهوری، کوتاه‌ترین دوره را در بین روسای جمهور آمریکا داشته‌است.

## زندگی
وی متولد ۱۴ ژوئیه ۱۹۱۳ در اوماها بود. پدرش لزلی لینچ کینگ و مادرش دورتی آیر گاردنر نام داشت. او که ستوان نیروی دریای ایلات متحده آمریکا بود در جنگ جهانی دوم شرکت داشت. او تنها سه سال رئیس‌جمهور ایالات متحده آمریکا بود.

## توطئه‌های ترور علیه فورد
فورد در طول دوران ریاست جمهوری برای ۲ بار هدف ترور قرار گرفت که در هر دو مورد آنها، سوءقصدکنندگان وی زن بودند. نخستین سوءقصد در ساکرامنتو، کالیفرنیا و در تاریخ ۵ سپتامبر ۱۹۷۵ روی داد. له‌نت فروم که از پیروان فرقه خانواده مانسون بود، ضمن هدف قرار دادن فورد با یک کلت ام۱۹۱۱ در نهایت اقدام به تیراندازی در فضایی خالی کرد. او بعدها به جرم اقدام به ترور رئیس‌جمهور ایالات متحده محکوم به حبس ابد شد و در نهایت در ۱۴ اوت ۲۰۰۹ و پس از ۳۴ سال حبس، با قید ضمانت آزاد شد.
در واکنش به این اقدام تروریستی، سرویس مخفی رئیس‌جمهور اقدام به دور نگه‌داشتن وی از جمعیت‌های ناشناس نمود و این راهکاری بود که ۱۷ روز بعد جان رئیس‌جمهور را از دومین سوءقصد نجات داد. هنگامی که فورد در حال خروج از هتل وستین سنت فرانسیس در مرکز شهر سانفرانسیسکو بود، سارا جین مور که در میان جمعیتی از بینندگان خیابانی ایستاده بود با رولور کالیبر ۳۸ اقدام به تیراندازی به سمت وی نمود. شلیک‌های وی با فاصلهٔ ناچیزی از فورد به خطا رفتند و این ترور نیز نافرجام ماند.

## ویژگی های سیاسی فورد
- فورد نخستین کسی بود که طبق متمم ۲۵ قانون اساسی به نیابت ریاست جمهوری آمریکا انتخاب شد.
- فورد نخستین (و تا امروز تنها) کسی است که بدون شرکت در انتخابات به عنوان نایب رئیس‌جمهور، به ریاست جمهوری رسیده‌است.[۴]
- فورد تنها شخصی است که به عنوان معاون رئیس‌جمهور و رئیس‌جمهور خدمت کرده‌است بدون اینکه در کالج انتخابی به عنوان هیچ‌یک از مقامات انتخاب شود.
- او تا پیش از ۱۹۷۳ بیش از هشت سال، رهبر اقلیت حزب جمهوری‌خواه در پارلمان نمایندگان بود.
- نخستین بار در ۱۹۴۸ به عنوان نمایندهٔ منطقه پنجم انتخاباتی میشیگان به کنگره راه یافت.
- در ۱۹۷۶ فورد با کمی برتری رونالد ریگان را برای نامزدی حزب جمهوری‌خواه شکست داد اما در انتخابات به نامزد حزب دموکرات‌ها، جیمی کارتر، باخت.

## یادبودها
- کتابخانه ریاست جمهوری جرالد فورد

## نگارخانه

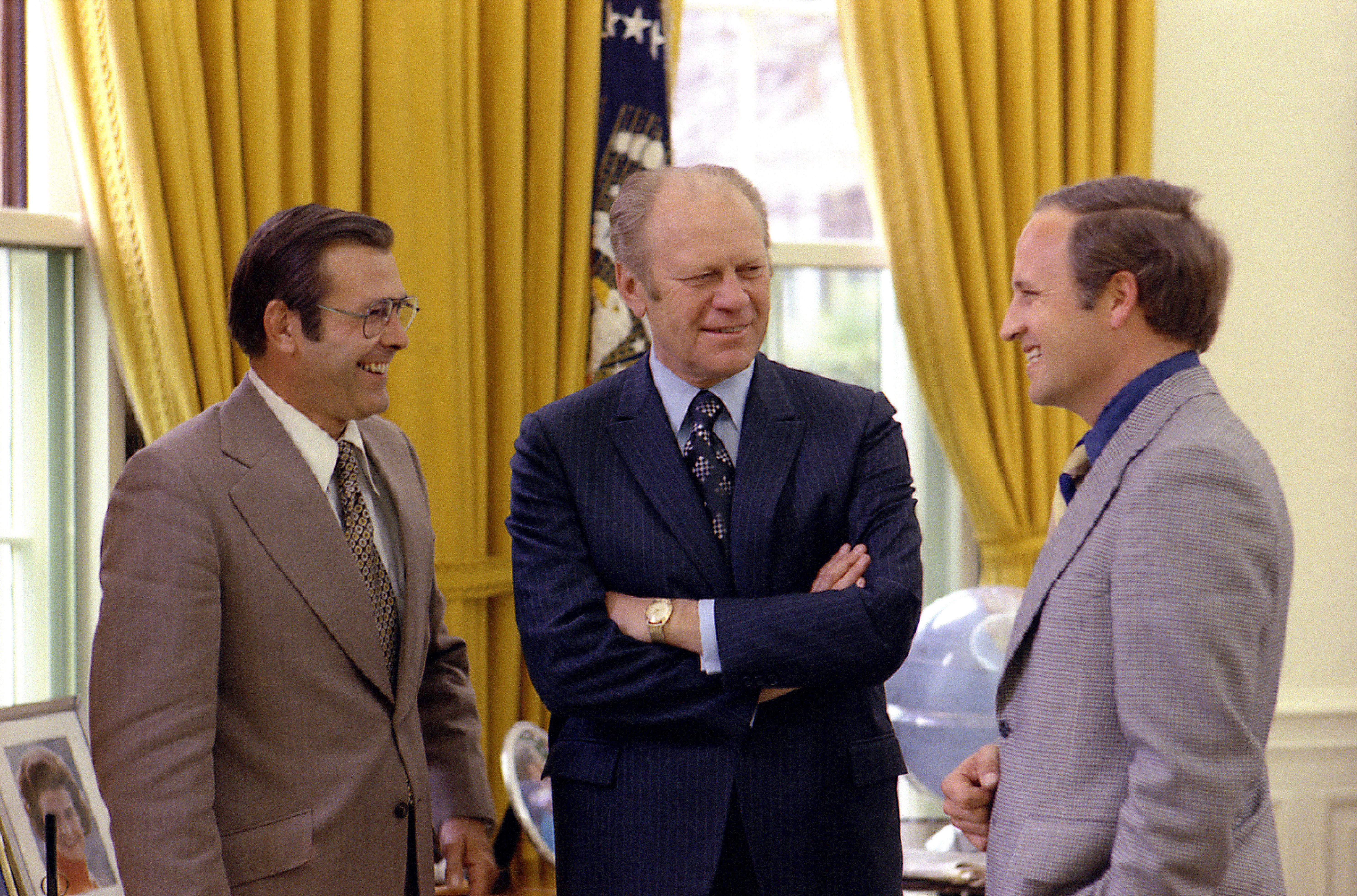
در حال صحبت با دیک چینی و دونالد رامسفلد جوان در ۱۹۷۱
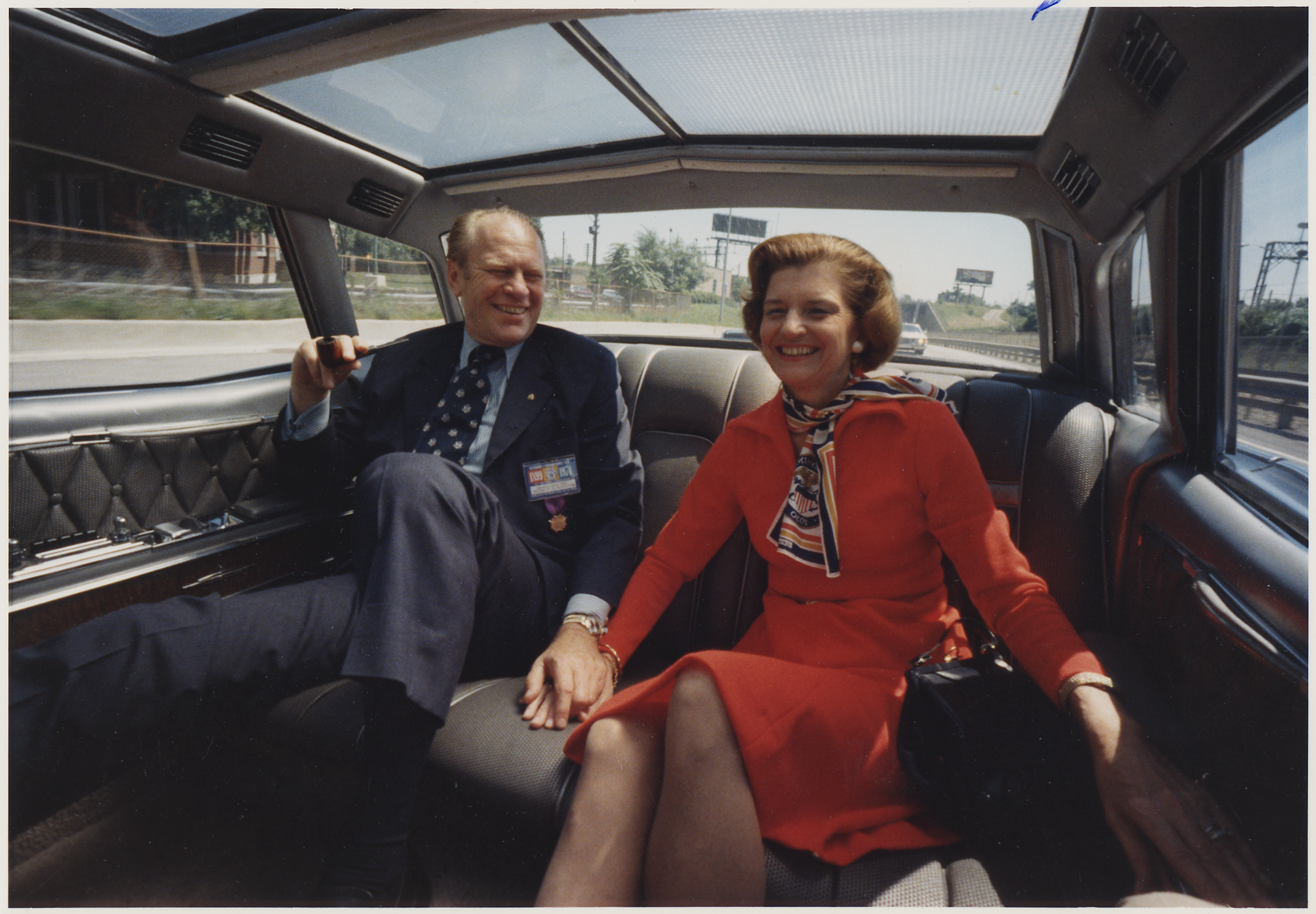
درون اتومبیل در یک بزرگراه در شیکاگو، ایلینوی
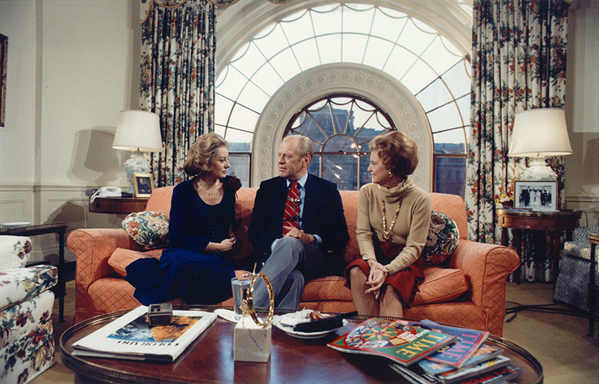
با همسر خود در حال مصاحبه با خبرنگار مشهور تلویزیونی باربارا والترز
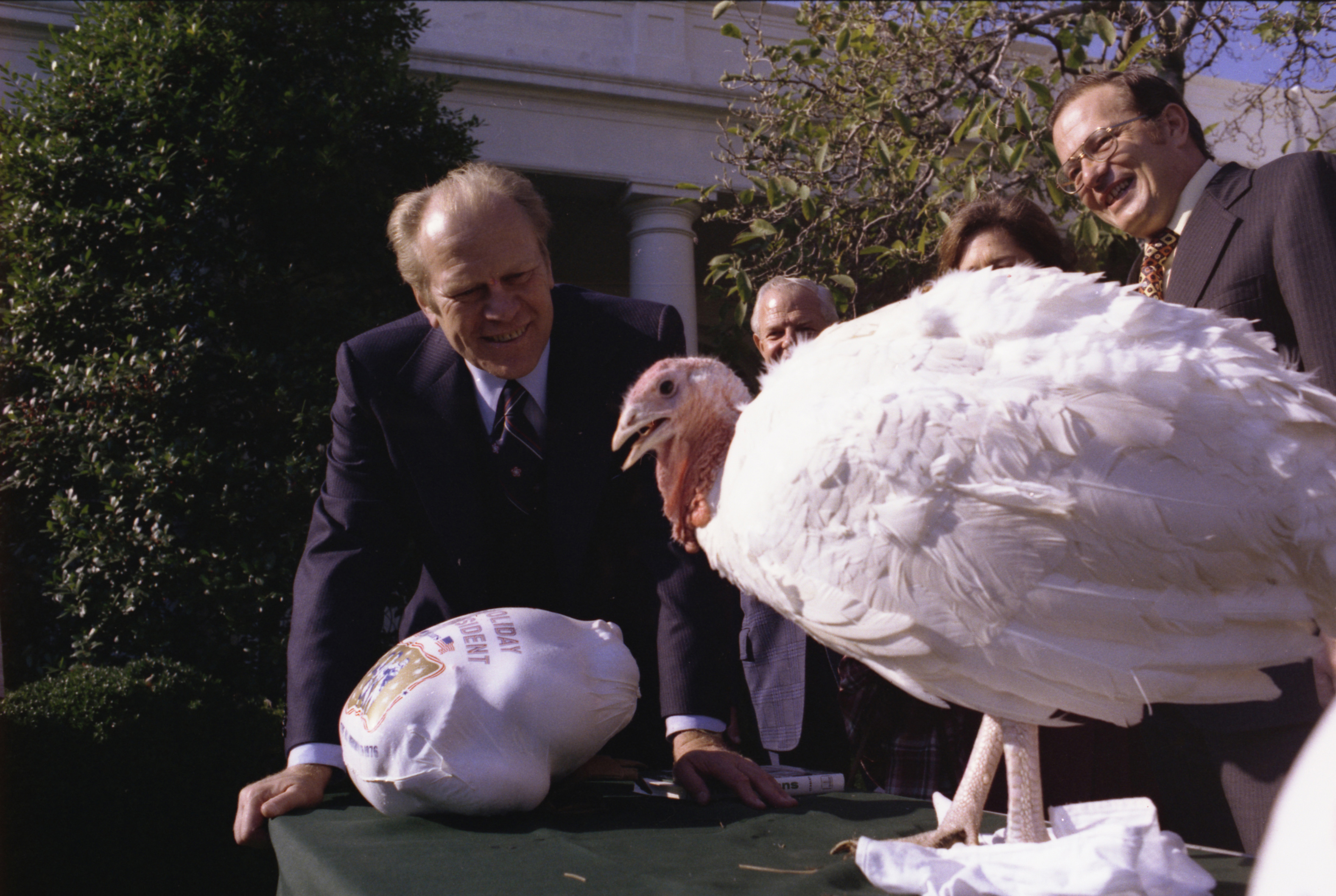
با یک بوقلمون در روز سپاسگزاری در کاخ سفید